# Ursabodarna
Ursabodarna är en bebyggelse belägen utefter länsväg 272 i Årsunda socken i Sandvikens kommun. Från 2015 avgränsar SCB här en småort.